# Shibata Takenaka
Shibata Takenaka est un nom japonais traditionnel ; le nom de famille (ou le nom d'école), Shibata, précède donc le prénom (ou le nom d'artiste).
Shibata Takenaka (柴田 剛中, 27 février 1823 - 24 août 1877) est un émissaire japonais qui a visité la France en 1865 pour aider à la préparation de la construction de l'arsenal de Yokosuka avec le soutien français.
Pour le compte du shogunat Tokugawa, Shibata a demandé à la fois au Royaume-Uni et à la France d'envoyer une mission militaire pour former l'armée japonaise à l'occidentale. Le Royaume-Uni aurait apparemment décliné, mais les Français ont accepté ce qui a conduit à la première mission militaire française au Japon que Shibata a organisée.